# Sri Guru Granth Sahib

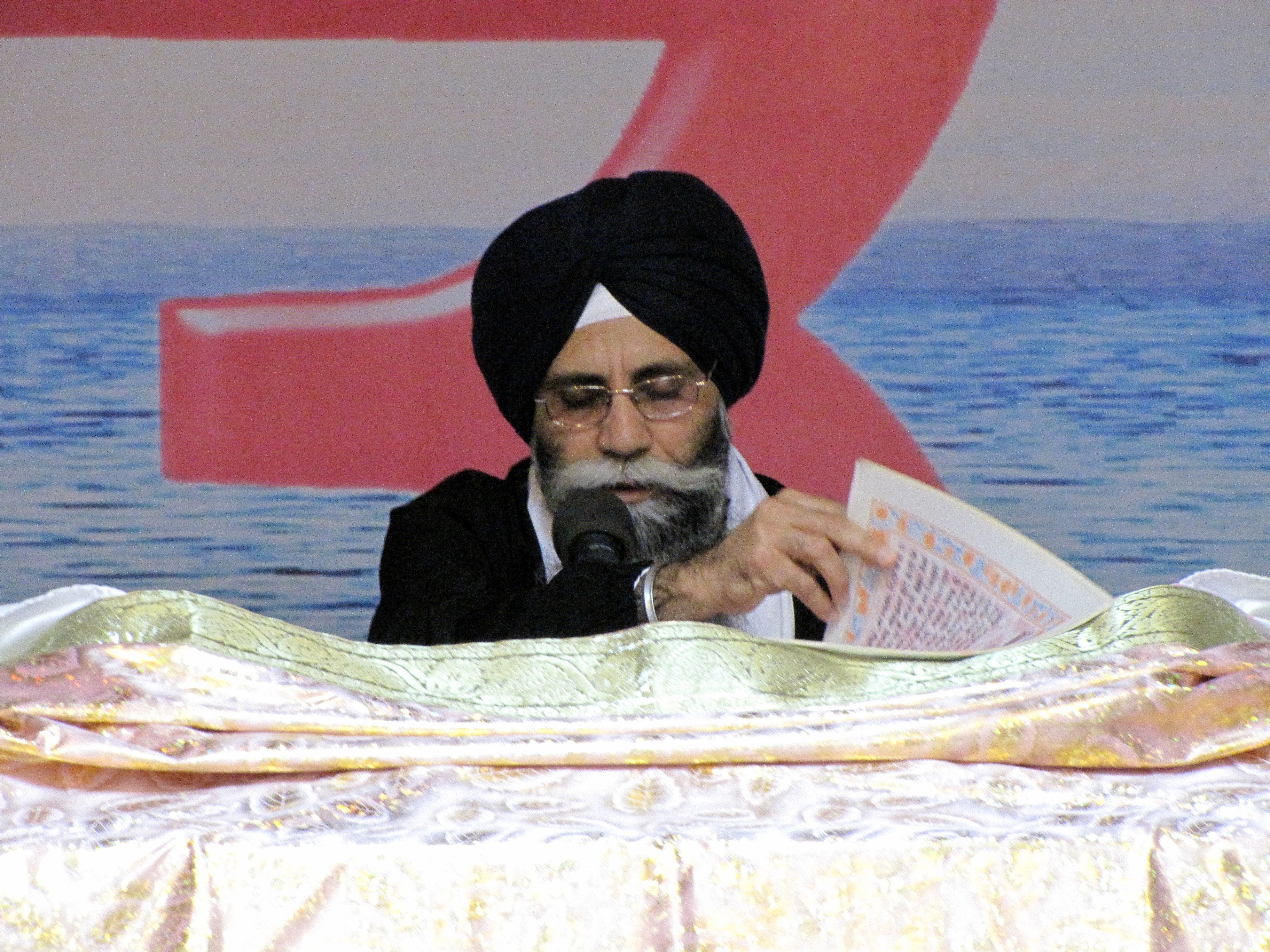
Recytacja Świętej Księgi

Sri Guru Granth Sahib (pendż.: ਗੁਰੂ ਗ੍ਰੰਥ ਸਾਹਿਬ gurū granth sāhib) – święta księga wyznawców sikhizmu oraz ravidasi. Ma 1430 stron. Jest przeznaczona nie do czytania, lecz do śpiewania. Sikhowie traktują ją nie tylko jak świętą księgę, lecz także jak żywego guru (por. bibliomancja). Nazywana bywa „Panią Księgą” bądź „Jedenastym Guru”.
| Imię                  | Data urodzenia   | Wybór na Guru       | Śmierć              |
| --------------------- | ---------------- | ------------------- | ------------------- |
| Guru Nanak            | 15 kwietnia 1469 | 20 sierpnia 1507    | 22 września 1539    |
| Guru Lehna Agad       | 31 marca 1504    | 7 września 1539     | 29 marca 1552       |
| Guru Amar Das         | 5 maja 1479      | 26 marca 1552       | 1 września 1574     |
| Guru Ram Das          | 24 września 1534 | 1 września 1574     | 1 września 1581     |
| Guru Ardżan           | 15 kwietnia 1563 | 1 września 1581     | 30 maja 1606        |
| Guru Hargobind        | 19 czerwca 1595  | 25 maja 1606        | 28 lutego 1644      |
| Guru Har Rai          | 16 stycznia 1630 | 3 marca 1644        | 6 października 1661 |
| Guru Har Krishan      | 7 lipca 1656     | 6 października 1661 | 30 marca 1664       |
| Guru Tegh Bahadur     | 1 kwietnia 1621  | 20 marca 1665       | 11 listopada 1675   |
| Guru Gobind Singh     | 22 grudnia 1666  | 11 listopada 1675   | 7 października 1708 |
| Sri Guru Granth Sahib |                  | 7 października 1708 |                     |